# زلزال ركريو 1892
زلزال ركريو 1892 هو زلزالٌ وقعَ في ركريو ‏ في الأرجنتين بتاريخ 21 مارس 1892.